# 호이이분도우역
호이이분도우역(중국어 정체자: 海怡半島, 광둥어 예일: Hóiyì Bundóu) 또는 사우스 허라이즌스역 (South Horizons)은 홍콩 지하철 남공도선의 남쪽 시종착역으로, 홍콩섬 남구 압레이차우에 위치해 있다.
이남 로드와 호이이분도 도로의 교차로 지하에 위치해 있으며, 압레이차우 단지와 압레차우사이 공업지대, 호이이분도 주택단지가 역세권에 해당된다. 알파벳 Y 형태의 독특한 역 구조를 띄고 있으며 오버런 선로는 없다. 2016년 12월 28일 남공도선 전구간 개통과 함께 문을 열었다.

## 역사
역 시공은 2011년 5월 체결된 904번 계약에 따라 리프턴 컨트랙터와 존 홀랜드 합작투자회사가 맡았다. 해당 회사는 호이이분도역과 터널 구간의 시공도 맡았으며, 발파공사로 작업이 이루어졌다.
2016년 12월 28일 남공도선 전구간 개통과 함께 문을 열었다.

## 역 배치
| G         | 지상층                    | 출구                                                         |
| L1        | 대합실                    | 고객 서비스, MTR샵, 자판기, ATM                              |
| L1        | 대합실                    | 옥토퍼스 충전기                                              |
| L2 승강장 | 승강장 2                  | → 남공도선 (동단) 남공도선 감중 (애드미럴티) 방면 (레이둥) → |
| L2 승강장 | 섬식 승강장, 양쪽 문 열림 |                                                              |
| L2 승강장 | 승강장 1                  | 남공도선 감중 (애드미럴티) 방면 (레이둥) →                   |

2선 2면 섬식 승강장 구조의 지하역이다. 역 대합실 중간층은 서쪽에 위치해 있으며, 여기서부터 3개 출구가 지상으로 뻗어 나온다.
역내에는 두 개의 작품이 설치되어 있다. 청와이록 (Cheung Wai-lok)의 작품 <Tree Shadow in the Gridline>은 A출구와 B출구의 유리벽을 따라 설치되어 있으며, 실내와 실외 간 출구 통로가 전환되는 부분을 나무 그림자로 표현했다. 승강장에는 캐런 포적메이 (Karen Pow Cheuk-mei)의 지도로 지역 학생들이 제작한 모자이크 벽화 <Soaring Horizon>이 설치되어 있으며, 바닷가를 비롯한 주변 풍경이 담겨 있다.

### 입구/출구
호이이분도우역에는 출구가 3개 있으며 모두 호이이분도우 주택단지로 이어진다. C출구에 엘리베이터가 2개 설치되어 있다.
- A : 압레이차우 단지 (80m 길이 인도교 경유) / 호이이분도우 제1지구, 제4지구, 마리나스퀘어 이스트 센터[5]
- B : 호이이분도우 제2지구, 제3지구, 호이이분도우 드라이브, 스퀘어웨스트 윙[5]
- C : 호이이분도우 제3지구, 제4지구, 이남 로드, 대중교통 환승정거장 [5]